# Cot Sinyakala
Cot Sinyakala är en kulle i Indonesien.   Den ligger i provinsen Aceh, i den västra delen av landet, 1 700 km nordväst om huvudstaden Jakarta. Toppen på Cot Sinyakala är 78 meter över havet.
Terrängen runt Cot Sinyakala är platt åt nordväst, men åt sydost är den kuperad. Terrängen runt Cot Sinyakala sluttar norrut.  Trakten runt Cot Sinyakala är nära nog obefolkad, med mindre än två invånare per kvadratkilometer. Närmaste större samhälle är Reuleuet, 16,9 km öster om Cot Sinyakala. I omgivningarna runt Cot Sinyakala växer i huvudsak städsegrön lövskog.